# Mi jaca
«Mi jaca» es una canción compuesta por Juan Mostazo y Ramón Perelló con ritmo de pasodoble.

## Descripción
Escrita la letra del tema por Perelló, éste ofreció su obra a varios músicos para que compusieran la música, con varios rechazos hasta que logró la aceptación de Mostazo, que impregnó la canción de un ritmo de pasodoble rápido y desenfadado. El tema fue estrenado por la cantante de copla Estrellita Castro en el Teatro Coliseum de Madrid en julio de 1934. Castro permanecería como la más reconocida intérprete de esta composición, que se integraría como uno de los elementos más destacados de su repertorio. El tema logró un éxito arrollador y se convirtió en uno de los hitos de la música popular española del segundo tercio del siglo XX.

## Versiones
La canción ha sido versionada, entre otros, por Angelillo (1937), Marujita Díaz (1959), Raphael (1990), Manolo Escobar (1976), El Consorcio (1995), Los Centellas (1998) y El Chaval de la Peca (1998).
En Francia cantada per Nino de Murcia en 1961.
Además, Sylvia Pantoja hizo una imitación de Estrellita Castro cantando el tema el talent show de Antena 3 Tu cara me suena (2011).